# 圣马丹德安克斯
圣马丹德安克斯（法語：Saint-Martin-de-Hinx，法語發音：[sɛ̃ maʁtɛ̃ də ɛ̃ks]）是法国朗德省的一个市镇，属于达克斯区。

## 地理
圣马丹德安克斯（43°34'54"N, 1°16'14"W）面积25.48 平方千米，位于法国新阿基坦大区朗德省，该省份为法国西南部沿海省份，是法國本土面积第二大的省，北起吉倫特省，西临大西洋，南至大西洋比利牛斯省，东临热尔省，东北与洛特-加龍省接壤。
与圣马丹德安克斯接壤的市镇（或旧市镇、城区）包括：圣让德马萨克、比亚罗特、比欧多斯、圣安德烈德塞尼昂、圣艾蒂安多尔特、圣玛丽德戈斯、索布里格。
圣马丹德安克斯的时区为UTC+01:00、UTC+02:00（夏令时）。

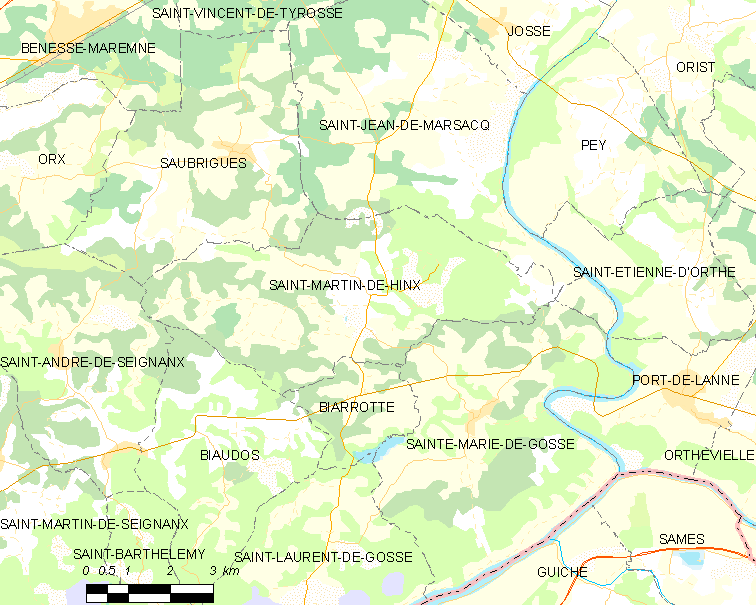
圣马丹德安克斯的OSM定位图

## 行政
圣马丹德安克斯的邮政编码为40390，INSEE市镇编码为40272。

## 政治
圣马丹德安克斯所属的省级选区为蒂罗斯地区县。

## 人口

1962-2008年间圣马丹德安克斯人口变化图示

圣马丹德安克斯于2022年1月1日时的人口数量为1749人。